# Lawrence Tierney
Lawrence James Tierney, född 15 mars 1919 i Brooklyn i New York, död 26 februari 2002 i Los Angeles, Kalifornien, var en amerikansk skådespelare.

## Biografi
Lawrence Tierney var äldre bror till skådespelaren Scott Brady (född Gerard Kenneth Tierney). Under collegeåren utmärkte han sig idrottsligt i löpning. Han hade en kort scenkarriär innan filmdebuten 1943. Han hade såväl huvudroller som biroller, ofta som tuffa, råa typer. Hans genombrottsfilm var Dillinger (1945), där han hade titelrollen som bankrånaren John Dillinger.
"Tuffheten" utmärkte även hans privatliv. Han var ofta i klammeri med rättvisan, och han var mycket omskriven i pressen på grund av fylleri och förargelseväckande beteende. 1973 blev han knivstucken under ett bråk på en bar på Manhattan.

## Filmografi i urval
- 1945 – Djungelpartisaner
- 1945 – Dillinger
- 1947 – Born to Kill
- 1952 – Världens största show
- 1968 – Slaget vid Little Big Horn
- 1985 – Prizzis heder
- 1985 – Silver Bullet
- 1985–1987 – Spanarna på Hill Street (TV-serie) (sju avsnitt)
- 1986 – Jack Murphys lag
- 1987 – Hårda killar dansar inte
- 1988 – Den nakna pistolen
- 1989 – Titta vi spökar 3
- 1991 – Seinfeld (TV-serie) (avsnittet "The Jacket")
- 1991 – City of Hope
- 1992 – De hänsynslösa
- 1994 – Junior
- 1995 – Simpsons (TV-serie) (avsnittet "Marge Be Not Proud")
- 1996 – Två dagar i L.A.
- 1998 – Southie